# Timothée Kolodziejczak
Timothée Kolodziejczak (pronunciación en francés: /timɔte kolodʒezak/) (Avion, Distrito de Lens, 1 de octubr de 1991) es un futbolista francés que juega de defensa en el Paris F. C. de la Ligue 1.

## Clubes

### Inicios
Comenzó su carrera en el Racing Club de Lens, donde pasó por las diferentes categorías inferiores año tras año. Ya visto por varios de los principales clubes europeos, incluido el Manchester United, Lens le ofreció un contrato profesional de 5 años, el cual rechazó.
Unos días más tarde, pasó a préstamo con opción de compra al Olympique de Lyon, originalmente como sustituto de Fabio Grosso. El 22 de noviembre de 2008, debido a la ausencia de varios titulares, hizo el viaje a París para enfrentar al PSG. En el minuto 12 del juego, Anthony Réveillère salió lesionado, sufriendo rotura de ligamento cruzado. Siendo el único lateral en el banquillo de los sustitutos, entra al partido y disputa el primer partido oficial de su carrera en la Ligue 1. El 14 de septiembre de 2010, participó por primera vez en la Liga de Campeones de la UEFA, en partido contra el Schalke 04, llevándose su equipo la victoria por 1-0.
El 26 de junio de 2012 firmó con el O. G. C. Niza por un contrato de cuatro años. En Niza jugó más de 80 partidos y marcó cuatro goles.

### España y Alemania
En agosto de 2014 firmó con el Sevilla F. C. para desempeñarse en la posición de defensa lateral izquierdo. Teniendo en competición directa a Nicolás Pareja y Daniel Carriço, jugó poco durante la primera parte de la temporada. Se ganó el puesto titular durante el invierno. El 27 de mayo de 2015, con "Kolo" jugando como titular, Sevilla ganó la final de la Liga de Europa 2014-15. El año siguiente, "Kolo" ingresó en sustitución de Adil Rami al minuto 78 en la final de la Liga de Europa 2015-16, la cual volvió a conquistar el conjunto andaluz.
El 4 de enero de 2017 firmó con el club alemán Borussia Mönchengladbach.

### Tigres UANL
Tras poca actividad con el Borussia Mönchengladbach, el 5 de septiembre de 2017 llegó a la ciudad de Monterrey para realizarse los exámenes médicos y unirse al club Tigres UANL de la Liga MX, donde milita el delantero francés André-Pierre Gignac.

### Regresos a Francia y Alemania
El 1 de agosto de 2018 regresó a Francia para jugar en el A. S. Saint-Étienne. Allí estuvo hasta finalizar su contrato al término de la temporada 2021-22. Entonces estuvo unos meses sin equipo, hasta que en octubre se unió al F. C. Schalke 04 después haber superado un periodo de prueba.
Después de esta segunda etapa en Alemania, en septiembre de 2023 fichó por el Paris F. C. con un contrato hasta 2025.

## Selección nacional
Ha sido internacional con la selección de Francia desde la categoría sub-16 hasta la sub-20. El 30 de julio de 2010, con Francia sub-19, conquistó el Campeonato de la UEFA Sub-19.

### Participaciones internacionales
| Torneo                                    | Sede    | Resultado  |
| ----------------------------------------- | ------- | ---------- |
| Campeonato Europeo Sub-17 de la UEFA 2008 | Turquía | Subcampeón |
| Campeonato Europeo de la UEFA Sub-19 2010 | Francia | Campeón    |

## Estadísticas
Actualizado al último partido disputado el 10 de mayo de 2025.
| R. C. Lens Francia | 2.ª           | 2008-09       | 0   | 0  | 0  | 0 | —  | — | 0   | 0  |
| R. C. Lens Francia | Total club    | Total club    | 0   | 0  | 0  | 0 | 0  | 0 | 0   | 0  |
| Olympique de Lyon Francia | 1.ª           | 2008-09       | 1   | 0  | 0  | 0 | 0  | 0 | 1   | 0  |
| Olympique de Lyon Francia | 1.ª           | 2009-10       | 2   | 0  | 0  | 0 | 1  | 0 | 3   | 0  |
| Olympique de Lyon Francia | 1.ª           | 2010-11       | 8   | 0  | 0  | 0 | 1  | 0 | 9   | 0  |
| Olympique de Lyon Francia | 1.ª           | 2011-12       | 1   | 0  | 0  | 0 | 0  | 0 | 1   | 0  |
| Olympique de Lyon Francia | Total club    | Total club    | 12  | 0  | 0  | 0 | 2  | 0 | 14  | 0  |
| Olympique de Lyon II Francia | 4.ª           | 2010-11       | 12  | 3  | —  | — | —  | — | 12  | 3  |
| Olympique de Lyon II Francia | 4.ª           | 2011-12       | 11  | 1  | —  | — | —  | — | 11  | 1  |
| Olympique de Lyon II Francia | Total club    | Total club    | 23  | 4  | 0  | 0 | 0  | 0 | 23  | 4  |
| O. G. C. Niza Francia | 1.ª           | 2012-13       | 37  | 0  | 4  | 1 | —  | — | 41  | 1  |
| O. G. C. Niza Francia | 1.ª           | 2013-14       | 34  | 2  | 5  | 1 | 2  | 0 | 41  | 3  |
| O. G. C. Niza Francia | 1.ª           | 2014-15       | 0   | 0  | —  | — | —  | — | 0   | 0  |
| O. G. C. Niza Francia | Total club    | Total club    | 71  | 2  | 9  | 2 | 2  | 0 | 82  | 4  |
| Sevilla F. C. · España | 1.ª           | 2014-15       | 18  | 1  | 5  | 1 | 9  | 0 | 32  | 2  |
| Sevilla F. C. · España | 1.ª           | 2015-16       | 29  | 0  | 8  | 0 | 13 | 1 | 50  | 1  |
| Sevilla F. C. · España | 1.ª           | 2016-17       | 5   | 0  | 2  | 0 | 2  | 0 | 9   | 0  |
| Sevilla F. C. · España | Total club    | Total club    | 52  | 1  | 15 | 1 | 24 | 1 | 91  | 3  |
| Borussia Mönchengladbach · Alemania | 1.ª           | 2016-17       | 1   | 0  | 0  | 0 | 1  | 0 | 2   | 0  |
| Borussia Mönchengladbach · Alemania | Total club    | Total club    | 1   | 0  | 0  | 0 | 1  | 0 | 2   | 0  |
| Tigres UANL · México | 1.ª           | (A) 2017      | 1   | 0  | 1  | 0 | —  | — | 2   | 0  |
| Tigres UANL · México | 1.ª           | (C) 2018      | 5   | 0  | 0  | 0 | 1  | 0 | 6   | 0  |
| Tigres UANL · México | Total club    | Total club    | 6   | 0  | 1  | 0 | 1  | 0 | 8   | 0  |
| A. S. Saint-Étienne Francia | 1.ª           | 2018-19       | 36  | 3  | 2  | 0 | —  | — | 38  | 3  |
| A. S. Saint-Étienne Francia | 1.ª           | 2019-20       | 15  | 0  | 5  | 1 | 6  | 1 | 26  | 2  |
| A. S. Saint-Étienne II Francia | 4.ª           | 2019-20       | 1   | 0  | —  | — | —  | — | 1   | 0  |
| A. S. Saint-Étienne II Francia | Total club    | Total club    | 1   | 0  | 0  | 0 | 0  | 0 | 1   | 0  |
| A. S. Saint-Étienne Francia | 1.ª           | 2020-21       | 24  | 0  | 1  | 0 | —  | — | 25  | 0  |
| A. S. Saint-Étienne Francia | 1.ª           | 2021-22       | 30  | 2  | 3  | 0 | —  | — | 33  | 2  |
| A. S. Saint-Étienne Francia | Total club    | Total club    | 105 | 5  | 11 | 1 | 6  | 1 | 122 | 7  |
| F. C. Schalke 04 · Alemania | 1.ª           | 2022-23       | 1   | 0  | —  | — | —  | — | 1   | 0  |
| F. C. Schalke 04 · Alemania | Total club    | Total club    | 1   | 0  | 0  | 0 | 0  | 0 | 1   | 0  |
| Paris F. C. Francia | 2.ª           | 2023-24       | 12  | 1  | 1  | 0 | —  | — | 13  | 1  |
| Paris F. C. Francia | 2.ª           | 2024-25       | 31  | 2  | 1  | 0 | —  | — | 32  | 2  |
| Paris F. C. Francia | Total club    | Total club    | 43  | 3  | 2  | 0 | 0  | 0 | 45  | 3  |
| Total carrera | Total carrera | Total carrera | 315 | 15 | 38 | 4 | 36 | 2 | 389 | 21 |
| (1) Incluye datos de la Copa de Francia, la Copa de la Liga de Francia, la Copa del Rey, la Copa de Alemania y la Copa MX. (2) Incluye datos de la Liga de Campeones de la UEFA (2009-10, 2010-11, 2015-16, 2016-17), la Liga Europa (2014-15, 2015-16, 2016-17 y 2019-20), la Supercopa de Europa (2016-17) y la Liga de Campeones de la Concacaf. |               |               |     |    |    |   |    |   |     |    |

## Palmarés

### Títulos nacionales
| Título               | Club              | País    | Año      |
| -------------------- | ----------------- | ------- | -------- |
| Copa de Francia      | Olympique de Lyon | Francia | 2011-12  |
| Liga MX              | Tigres UANL       | México  | (A) 2017 |
| Campeón de Campeones | Tigres UANL       | México  | 2018     |

### Títulos internacionales
| Título                  | Club          | Sede     | Año     |
| ----------------------- | ------------- | -------- | ------- |
| Liga Europa de la UEFA  | Sevilla F. C. | Varsovia | 2014-15 |
| Liga Europea de la UEFA | Sevilla F. C. | Basilea  | 2015-16 |

## Vida privada
Conocido comúnmente como "Kolo", es de ascendencia polaca por parte de su padre y martiniquesa por parte de su madre.